# Läänemaa
Läänemaa (zkráceně též Lääne, současným oficiálním názvem Lääne maakond, tedy „Západní kraj“) je estonský historický kraj a zároveň jeden z patnácti krajů, v něž je administrativně rozčleněno současné Estonsko.

## Zeměpisné údaje
Kraj leží na západě pevninské části Estonska při pobřeží Průlivového moře. Sousedí na východě s krajem Raplamaa, na severovýchodě s krajem Harjumaa, na jihovýchodě s krajem Pärnumaa a na západě přes průlivy Hari kurk a Suur väin též s kraji Hiiumaa a Saaremaa.

## Správní členění

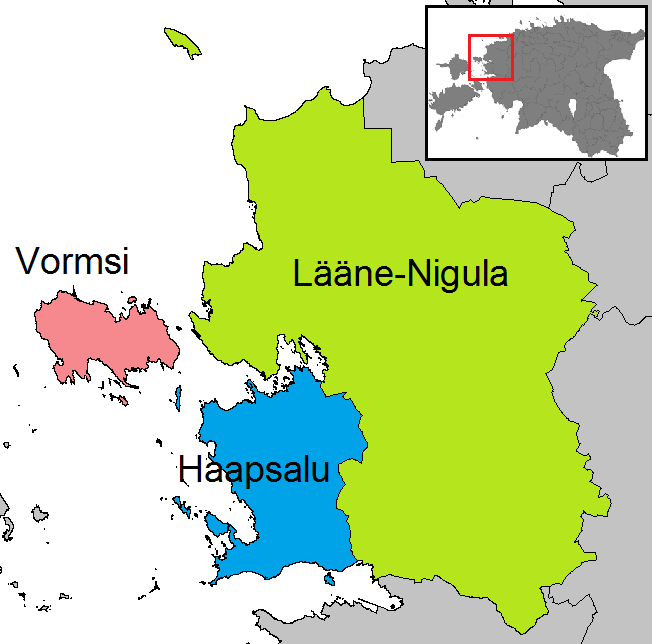
Rozdělení kraje po roce 2017

Kraj je rozdělen na tři samosprávní jednotky (1 statutární město, pod které administrativně spadá několik okolních obcí) a 2 venkovské samosprávné obce:
| Obec         | Typ       | Populace | Rozloha (km²) | Počet obyvatel na km² |
| ------------ | --------- | -------- | ------------- | --------------------- |
| Haapsalu     | městská   | 13 516   | 264           | 51,2                  |
| Lääne-Nigula | venkovská | 7 239    | 1 451         | 5,0                   |
| Vormsi       | venkovská | 419      | 93            | 4,5                   |

Před reorganizací v roce 2017 kraj tvořil 12 samosprávných jednotek, z toho jedno statutární město (Haapsalu) a 11 obcí (Hanila, Kullamaa, Lihula, Martna, Noarootsi, Nõva, Oru, Ridala, Risti, Taebla a Vormsi).

## Fotogalerie

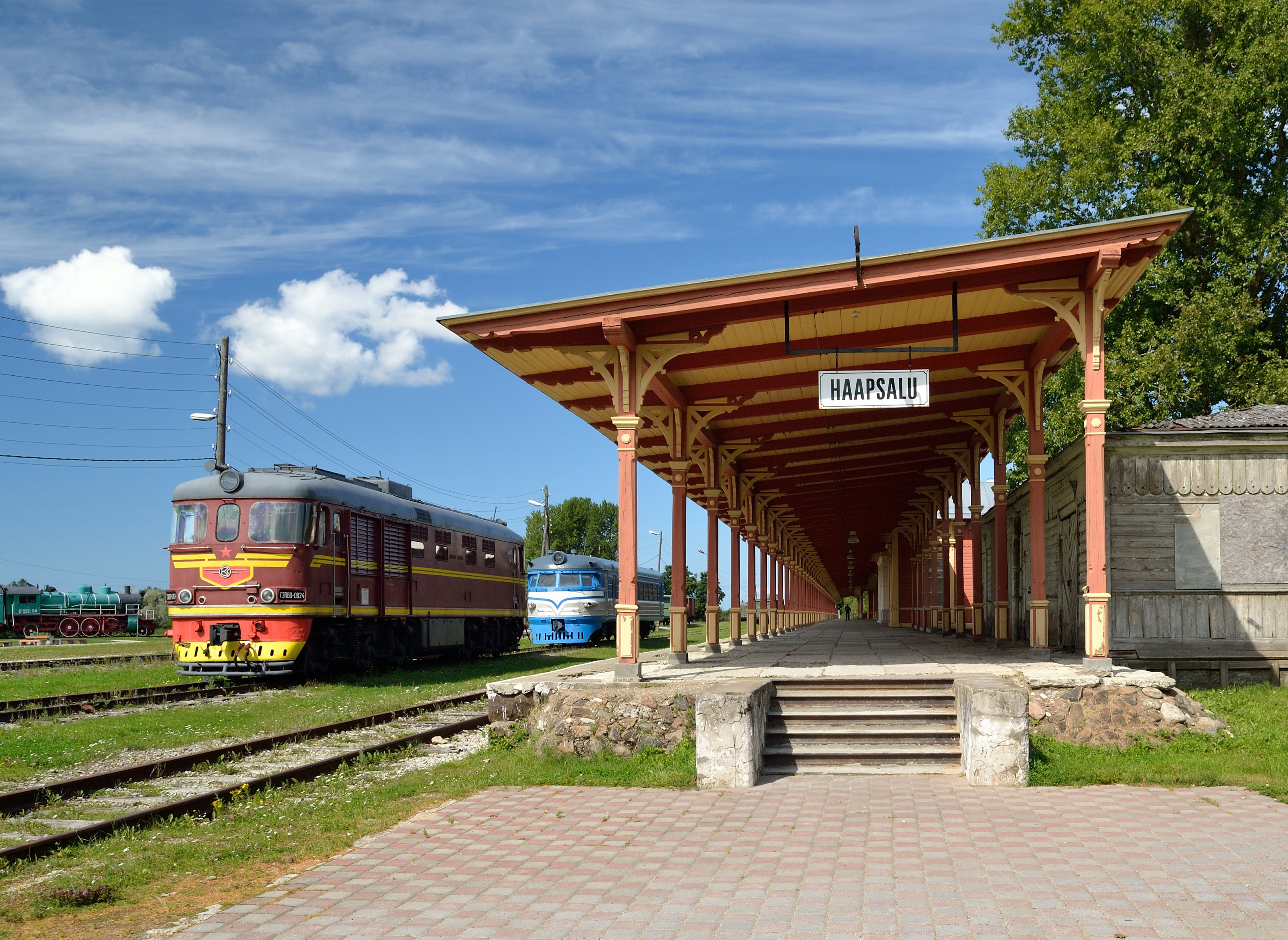
Haapsalu
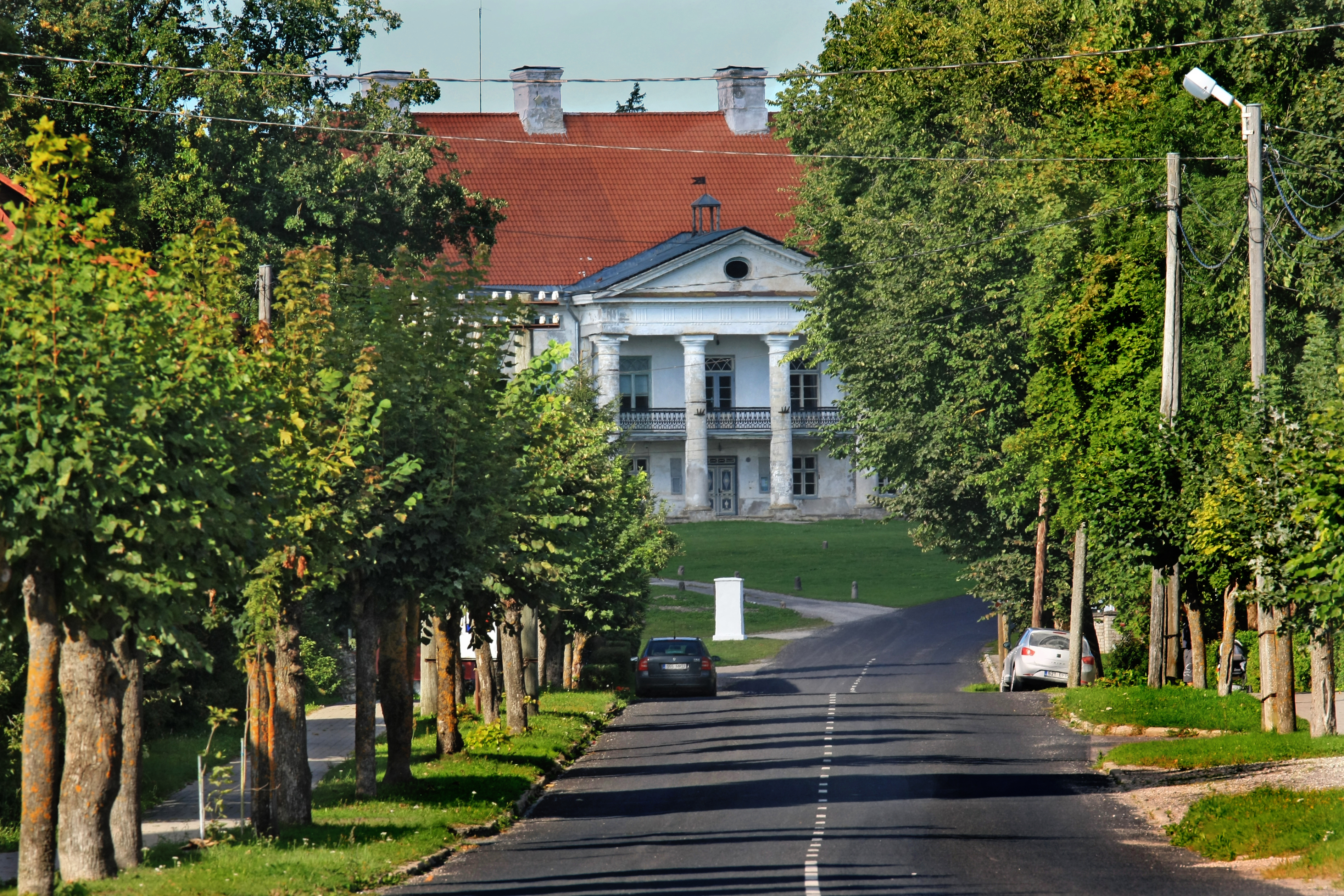
Lihula
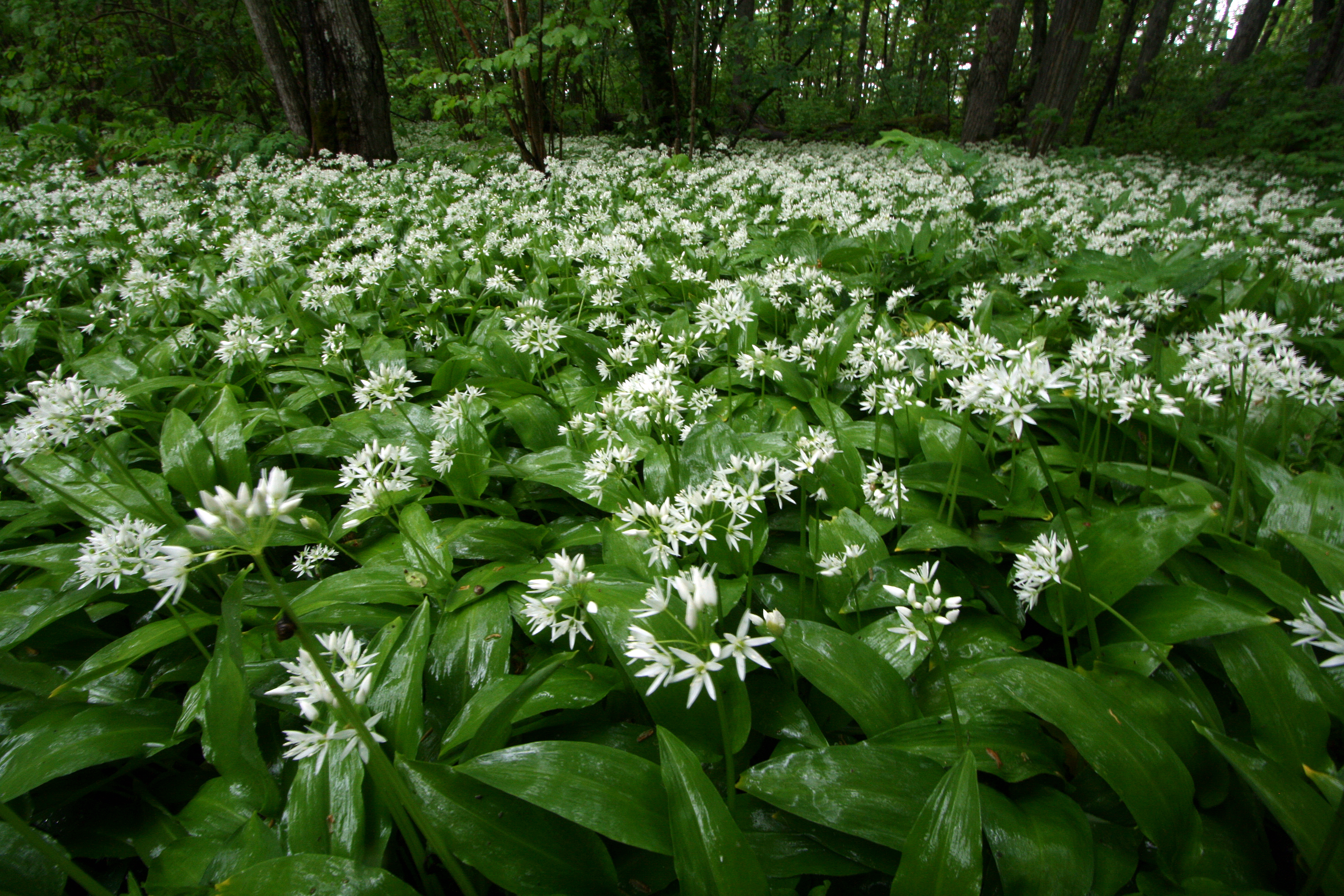
Puhtu
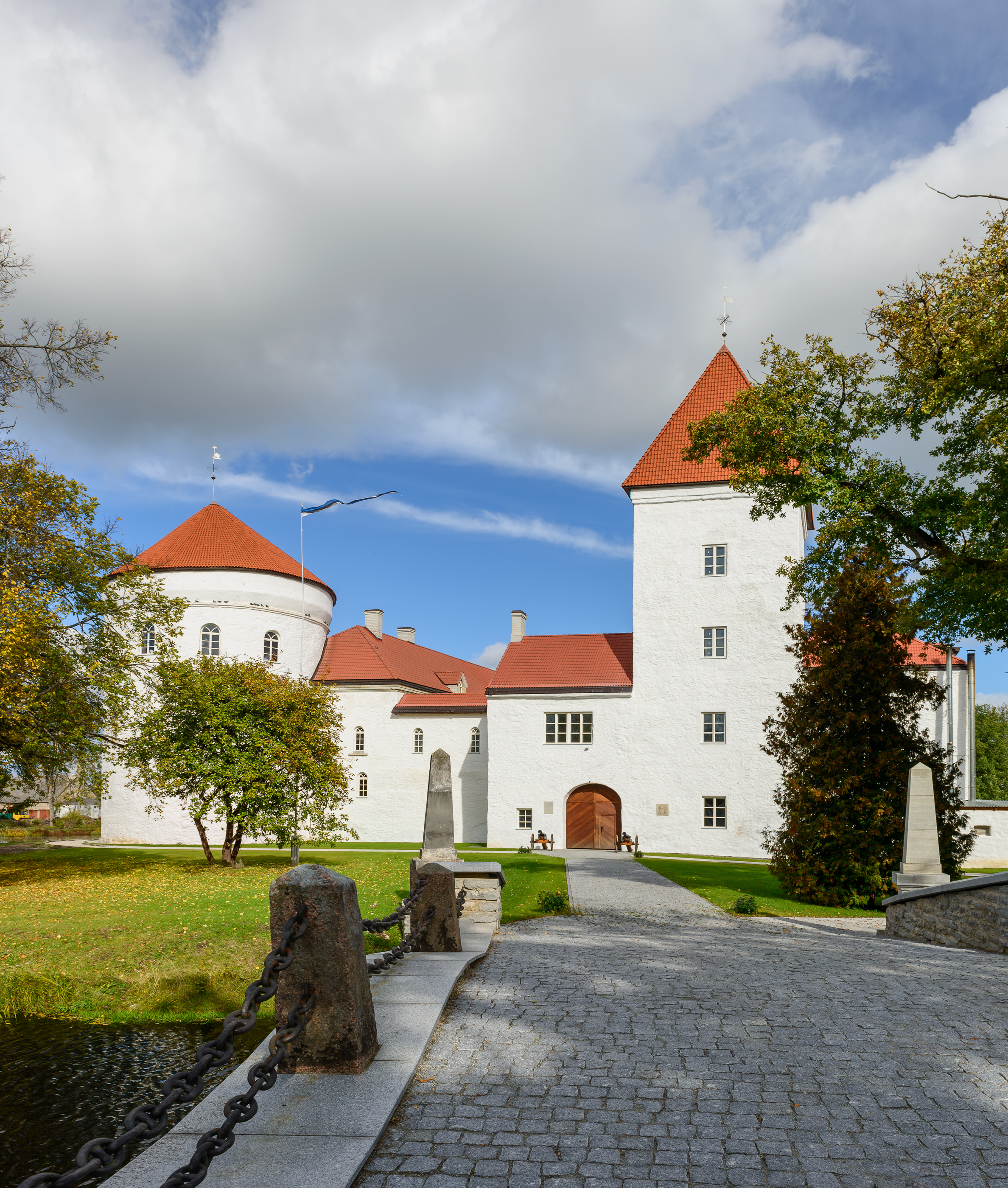
Koluvere
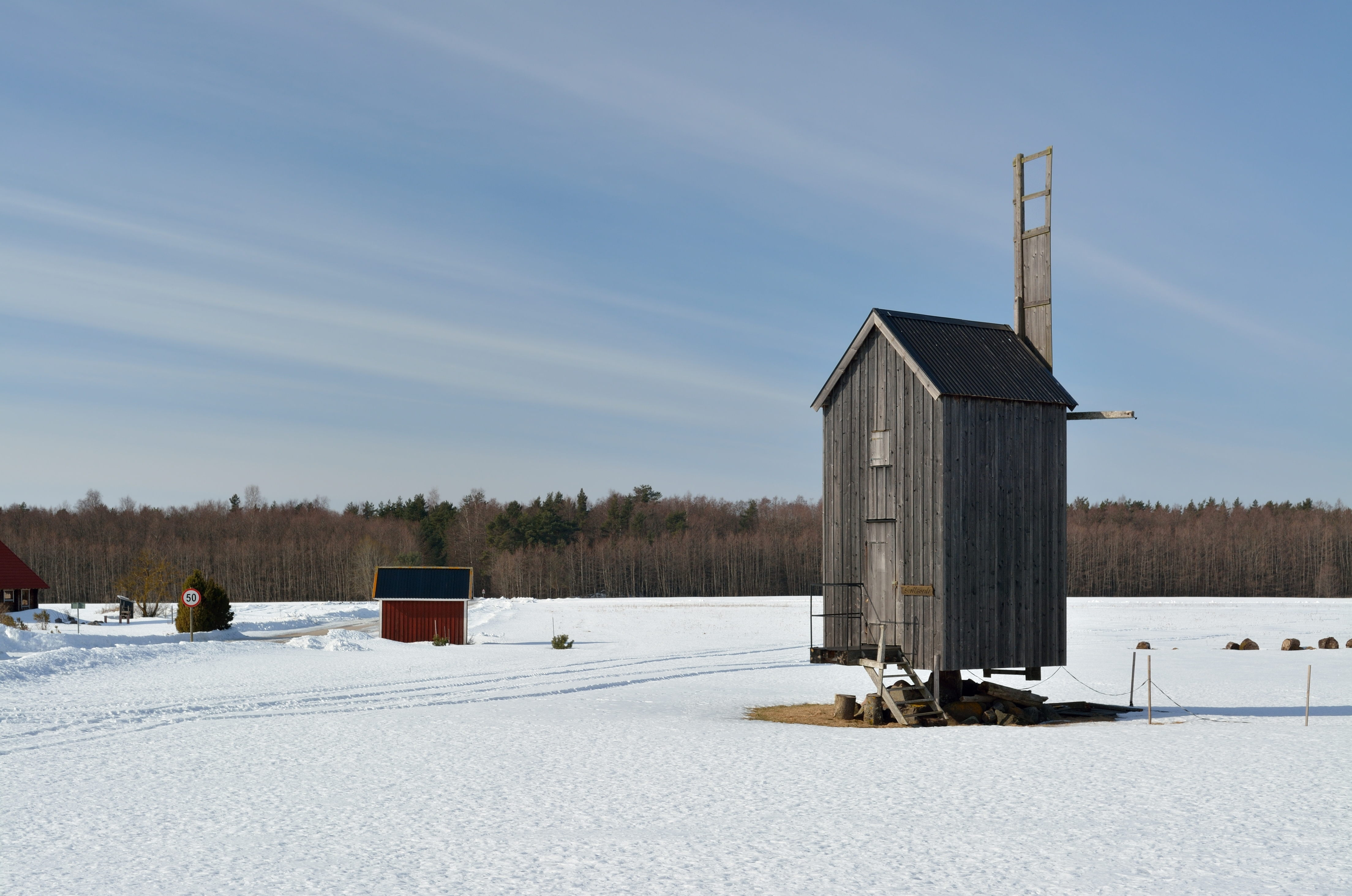
Rälby, Vormsi
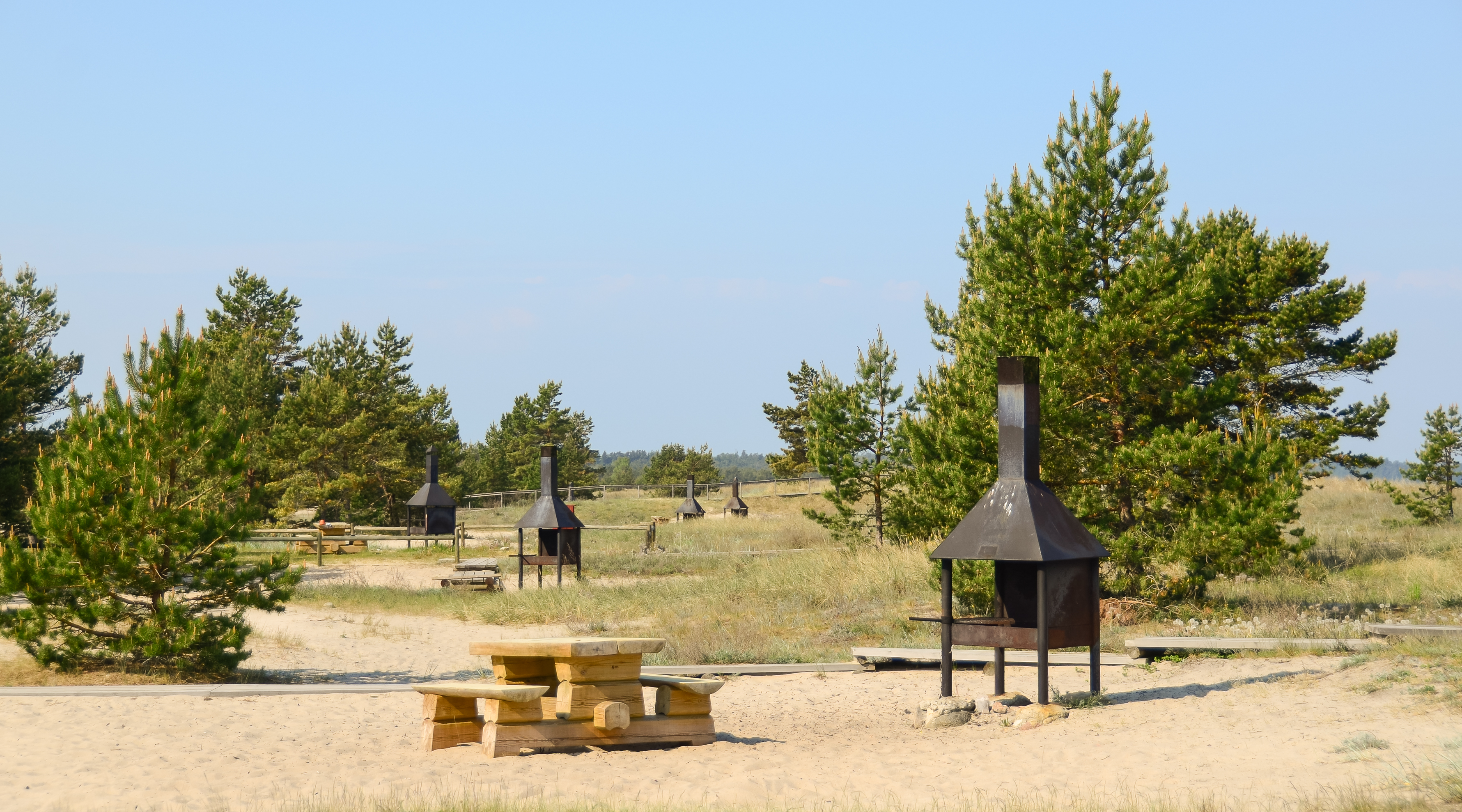
Peraküla